# Manuel Cabral Aguado-Bejarano
Manuel Cabral Aguado-Bejarano (ur. w 1824 w Sewilli, zm. w 1890 tamże) – hiszpański malarz, jeden z najważniejszych przedstawicieli andaluzyjskiego romantyzmu i kostumbryzmu.
Pochodził z rodziny artystów. Sztuką zainteresowali go ojciec Antonio i brat Francisco, również malarze. Jego pierwszym nauczycielem był malarz José Domínguez Bécquer, po jego śmierci Cabral kształcił się u swojego ojca. Studiował w Akademii Sztuk Pięknych w Sewilli, gdzie później został profesorem. Został mianowany oficjalnym malarzem królowej Izabeli II. Jego przedstawienia procesji i pielgrzymek (hiszpański kostumbryzm) odniosły wielki sukces zarówno w Sewilli, jak i Madrycie.